# 雲居寺 (北京市)
雲居寺（うんごじ）は、正式名称を房山雲居寺、別名を「西域寺」「西域雲居禅林」とも称し、中華人民共和国北京市房山区の白帯山（山腹に白帯のような雲が廻ったことによる名であり、別名を石経山とも）の西南麓に位置する仏教寺院（北京市中央から西南約70km）である。旧来の建築物は、日中戦争時に破壊され、僅かに塔数座と蔵経洞中の石経を残すのみであった。
中国仏教協会は発足3年後の1956年から3年かけて全面的な調査、発掘、整理を行い、石経はすべて拓本が作られた。1978年に同協会の報告書が出版されている。1961年に制度の発足に伴い、雲居寺塔と石経が、第一批国家重点文物保護単位に指定された。

## 歴史
房山雲居寺は、隋代の僧静琬が開創し、唐代貞観年間になって創建された寺で、山麓沿いに建築物が建立された。静琬は、南北朝の廃仏中に多くの仏経が破壊されたが、石刻の仏経（＝石経）の多くは破壊を免れたことを教訓に、山上に石を鑿って石室を造り、石経を作成し仏経を保存した。しかし重要な功績を残した静琬のことは当時の代表的な僧人の事績を集めた『続高僧伝』（道宣撰、645年成立）には収録されていない。代わって幽州沙門釈智苑なる僧の説話が『冥報記』に取り上げられている。同じ記事が道世撰『法苑珠林』、道宣撰『集神州三宝感通録』『大唐内典録』にも収録されているが、日本には『冥報記』が早くから受容されてきた。冥報記は人を上智-下愚-中品の三階級に分類するが、当該説話は上智に区分される高徳の僧・仏法擁護者に関する説話を集める巻上の7話目にある。『冥報記』序文に「上智達其本源。知而無見。下愚闇其蹤跡。迷而不返。皆絶言也。中品之人。未能自達。隨縁動見。逐見生疑」（T2082_.51.0787c01 - c04）とある。塚本善隆は釈智苑なる僧は静琬のことであり、北朝末頃幽州付近にの地に生まれ、隋代に幽州の憫忠寺（実際は智泉寺）で修業し、煬帝の大業5年（609年）頃、刻経のために房山山中にはいったことを明らかにした。
 建材が雷雨によってもたらされた事績に因んで、最初の堂宇が『雷音洞』と名付けられた。
唐代開元年間になると刻経活動は最盛期を迎え、金仙公主（長公主）により寺領が寄進され、長公主の上奏により玄宗によって『開元釈教録』に定められた『開元大蔵経（開元一切経）』が雲居寺に下賜され、以後の刻経の底本とされた。
遼代には、11世紀前半に石経続刻が開始され、資金援助が 聖宗、 興宗、 道宗の三代の皇帝からなされ、四大部経の刻造が完成した。そこでは興宗時代の重煕十一年（1042年）に刊行開始された『契丹蔵（契丹版大蔵経）』を底本（版下）とした刻経が行われた。
今日では、『開元大蔵経』『契丹蔵』ともに散佚したため、雲居寺の石経は、その他の版本と校勘する際の一次史料とされている。刻経が盛んに行われ、遼代には蔵経洞に石経を収容しきれない状況となったため、山麓に別の石室を穿ち、石経を安置した。刻経（補刻）活動は明代まで継続され、刻造された石経は計14,278枚に及んでいる。
石経のほか、雲居寺域内には唐代の塔が7座、遼代の塔が5座遺されている。
1981年11月27日、蔵経洞の中の「雷音洞」の修復の進行中に、一つの套函を発見し、その中から2顆の釈迦牟尼仏の肉身舎利とされるものを発見した。1999年、雲居寺所蔵の遼金石経は、保護処置を完了し、全て又、地中に埋め戻された。

## 雲居寺塔
1110年（乾統10年）と金代の1160年（正隆5年）の碑文により、1092年（太安8年）に建立された釈迦仏舎利塔であることが判る。8角6層の塔で、南方の智度寺の塔を南塔、雲居寺の塔を北塔と呼んでいた。

## 注・出典
1. ↑  『房山雲居寺石経』中国佛教协会编辑 文物出版社 1978.4
2. ↑  帝京景物略によると、天台宗第二祖慧思の弟子であることになっているが、塚本善隆は疑問視している。(新井慧誉 2002, p. 40)
3. ↑  氣賀澤保規は道宣が静琬を隋と繋がるものとみなしたという理由を示唆している。(氣賀澤保規 2005, p. 38)
4. ↑  メイホウキ 唐臨撰 撰述年は唐高宗の永徽年間（650-655年）。佚存書とされる。
5. ↑  三田明弘 1996, p. 40-49.
6. ↑  氣賀澤保規 2005, p. 36.
7. ↑  原文は以下の通り。「幽州沙門釋智苑。精練有學識。隋大業中。發心造石經藏之。以備法滅。既而於幽州北山。鑿巖爲石室。即磨四壁。而以寫經。又取方石。別更磨寫。藏諸室内。毎一室滿。即以石塞門。用鐵錮之。時隨賜帝幸涿郡。内史侍郎蕭瑀皇后之同母弟也。性篤信佛法。
以其事白后。后施絹千匹。餘錢物。以助成之。瑀亦施絹五百匹。朝野聞之。爭共捨施。故苑得遂其功。苑嘗以役匠既多。道俗奔湊。欲於巖前。造木佛堂。并食堂寢屋。而念木瓦難辨。恐分費經物。故未能起作。一夜暴雨雷電震山。明旦既晴。乃見山下有大松柏數千株。爲水所漂流。積道次。山東少林木。松柏尤稀。道俗驚駭。不知來處。推尋蹤跡。遠自西山。崩岸倒木。漂送來此。於是遠近歎服。謂爲神助。苑乃使匠擇取其木。餘皆分與邑里。邑里喜悦。而共助造堂宇。頃之畢成。皆如其志焉。苑所造石滿七室。以貞觀十三年卒。弟子猶繼其功。」
（T2082_.51.0789c04 - c22）
8. ↑  氣賀澤保規「金仙公主と房山雲居寺石経の彼方 -唐代政治史の一側面-」『明大アジア史論集』第1巻、明治大学東洋史談話会、1997年、3-4頁、ISSN 2188-8140。
9. ↑  『般若経』・『華厳経』・『涅槃経』・『大集経』をいう。
10. ↑  関悠倫「『釈摩訶衍論』の遼代における流通-房山石経の記述と周辺事情-」『東洋学研究』第56巻、東洋学研究所、2019年、1-24頁、ISSN 0288-9560。 p.2-3 より
11. ↑   中国中央電視台 CCTV中文国际制作の《国宝档案》 20171205 探秘京城古刹——云居寺佛舍利迷踪ビデオ は雲居寺の概要と、仏舎利発見の経緯を解説したTV番組。
12. ↑  村田治郎「河北省涿縣雲居寺塔と智度寺塔」『建築學會論文集』No.20、1941年、p.9-13 。1939年の現地調査の報告。

## 参考書籍
- 氣賀澤保規『中國佛教石經の研究 : 房山雲居寺石經を中心に』京都大学学術出版会、1996年。ISBN 4876980314。 NCID BN14282904。
- 三田明弘「『今昔物語集』巻第九における『冥報記』の受容について」『中世文学』第41巻、1996年、40-49頁、doi:10.24604/chusei.41_40。
- 新井慧誉「房山石経の『父母恩重経』」『印度學佛教學研究』第51巻第1号、2002年、37-43頁、doi:10.4259/ibk.51.37。
- 氣賀澤保規「静琬と房山雷音洞石経 -その刻経事業の歴史的位置をめぐって-」『明大アジア史論集』第10巻、明治大学東洋史談話会、2005年、29-42頁、ISSN 2188-8140、NCID AA11164151。